# Arkansas Heat
Arkansas Heat – drugi minialbum amerykańskiej grupy rockowej Gossip. Minialbum wydano 7 maja 2002.

## Lista utworów
1. "Arkansas Heat", 1:56
2. "Rules 4 Luv", 1:48
3. "Ain’t It The Truth", 1:44
4. "Gone Tomorrow", 1:43
5. "Lily White Hands", 1:09
6. "(Take Back) The Revolution", 10:53

## Wykonawcy
- Beth Ditto – wokal
- Brace Paine – gitara, bass
- Kathy Mendonça – perkusja